# Arthur Nicholas Tafoya
Arthur Nicholas Tafoya (2 de março de 1933 - 24 de março de 2018) foi um ministro americano e bispo católico romano de Pueblo.
Arthur Nicholas Tafoya foi ordenado sacerdote pela Arquidiocese de Santa Fé em 12 de maio de 1962.
Em 1º de julho de 1980 foi nomeado terceiro bispo de Pueblo pelo Papa João Paulo II. Foi ordenado bispo por James Vincent Casey, arcebispo de Denver, em 10 de setembro de 1980; Os co-consagradores foram Robert Fortune Sanchez, arcebispo de Santa Fé, e seu predecessor no episcopado, Charles Albert Buswell.
Em 15 de outubro de 2009, o Papa Bento XVI aceitou a renúncia de Tafoya por motivos de idade.